# Myrcia nandu-apysa
Myrcia nandu-apysa är en myrtenväxtart som beskrevs av Parodi. Myrcia nandu-apysa ingår i släktet Myrcia och familjen myrtenväxter.
Artens utbredningsområde är Paraguay. Inga underarter finns listade i Catalogue of Life.